# Измаглица (филм)
Измаглица (итал. The Mist), понегде преведен и као Магла, амерички је хорор филм из 2007. године, режисера Френка Дарабонта, рађен по истоименом роману Стивена Кинга са Томасом Џејном, Маршом Геј Харден, Лори Холден и Андреом Брауером у главним улогама. Освојио је Награду Сатурн за најбољи DVD, а Харден је добила исту награду у категорији најбоље споредне глумице.
Филм је сниман у Шривпорту, у фебруару 2007. Остварио је комерцијални успех и добио претежно позитивне критике. На сајту Rotten Tomatoes оцењен је са 72%.
Током 2017. приказано је 10 епизода истоимене серије, која је заснована на овом филму.

## Радња
Док се магла која са собом носи крволочна чудовишта шири градом, група мештана изоловала се у локалном супермаркету. Религиозни фанатик, госпођа Кармоди, представља маглу као Армагедон и полако почиње да формира култ... 

## Улоге
| Глумац               | Улога             |
| -------------------- | ----------------- |
| Томас Џејн           | Дејвид Дрејтон    |
| Марша Геј Харден     | гђа Кармоди       |
| Лори Холден          | Аманда Данфри     |
| Андре Брауер         | Брент Нортон      |
| Франсес Стернхаген   | Ирена Реплер      |
| Тоби Џоунс           | Оли Викс          |
| Вилијам Садлер       | Џим Грондин       |
| Џефри Деман          | Дан Милер         |
| Алекса Давалос       | Сали              |
| Нејтан Гамбл         | Били Дрејтон      |
| Крис Овен            | Норм              |
| Сем Витвер           | војник Вејн Џесуп |
| Роберт Тревејлер     | Бад Браун         |
| Дејвид Џенсен        | Мајрон ла Флер    |
| Мелиса Макбрајд      | жена са децом     |
| Ендру Штал           | Мајк Хатлен       |
| Бак Тејлор           | Амброзије Корнел  |
| Хуан Габријел Пареха | Моралес           |
| Волтер Фонтлерој     | Доналдсон         |
| Џексон Херст         | Џо Иглетон        |
| Сузан Ваткинс        | Хети Турман       |
| Метју Грир           | Сајлас            |
| Кели Линц            | Стефани Дрејтон   |
| Рон Клинтон Смит     | господин Маки     |